# Mini CD

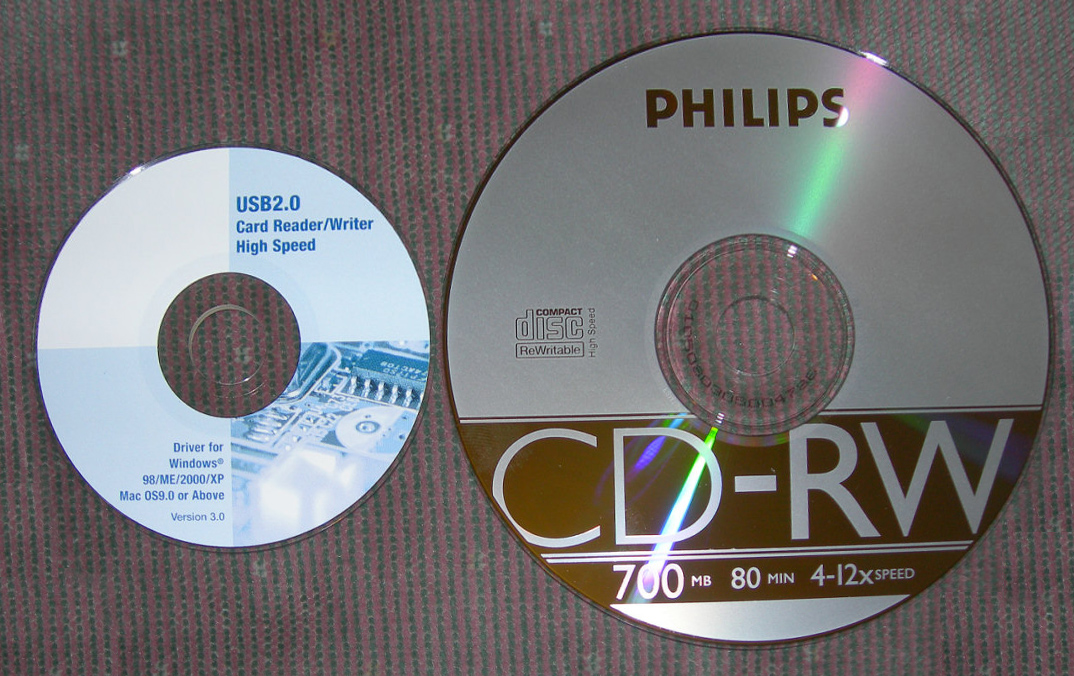
左圖為80毫米的miniCD與右圖的120毫米標準CD的對比

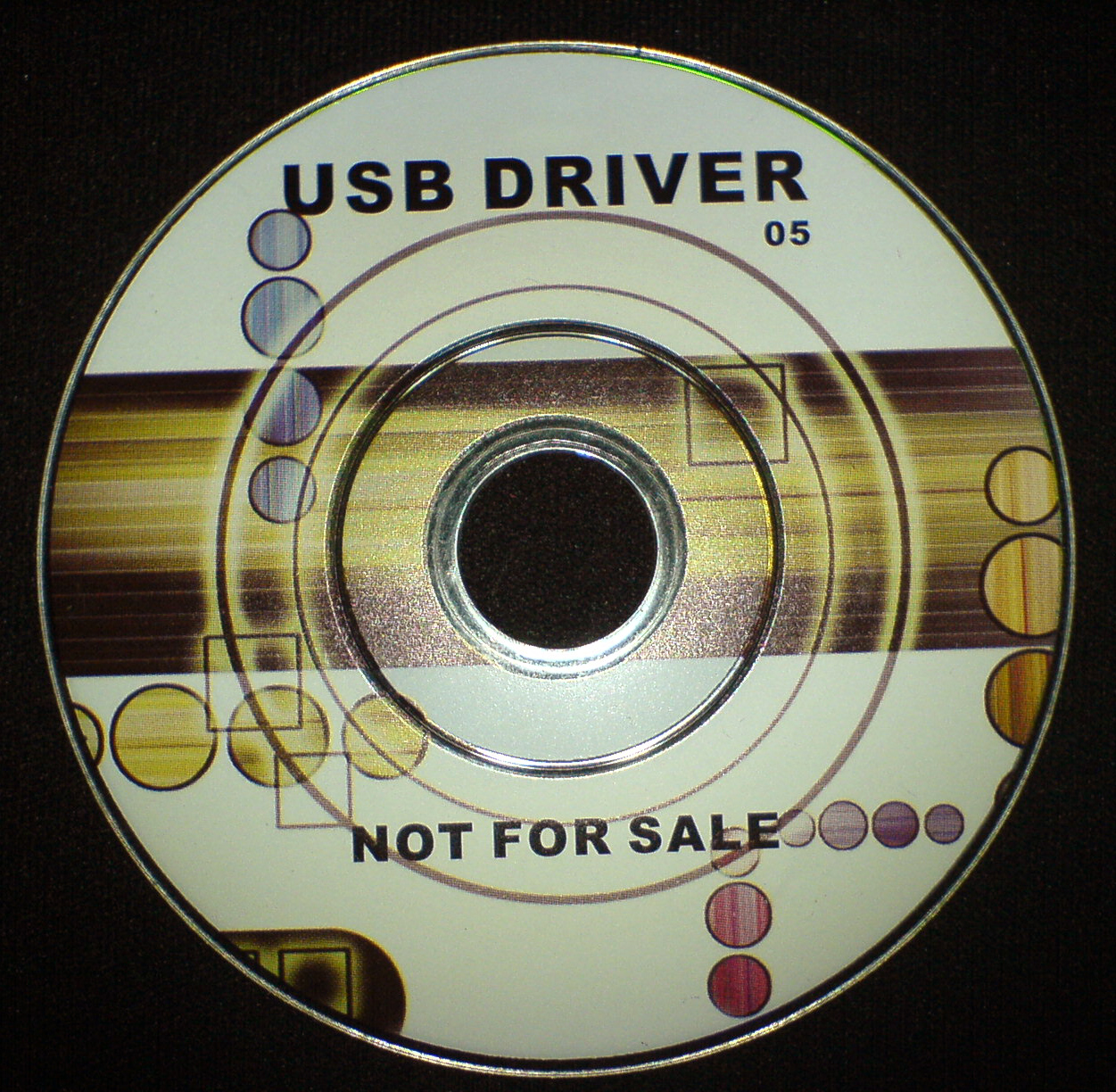
一片搭載USB 驅動程式的mini CD

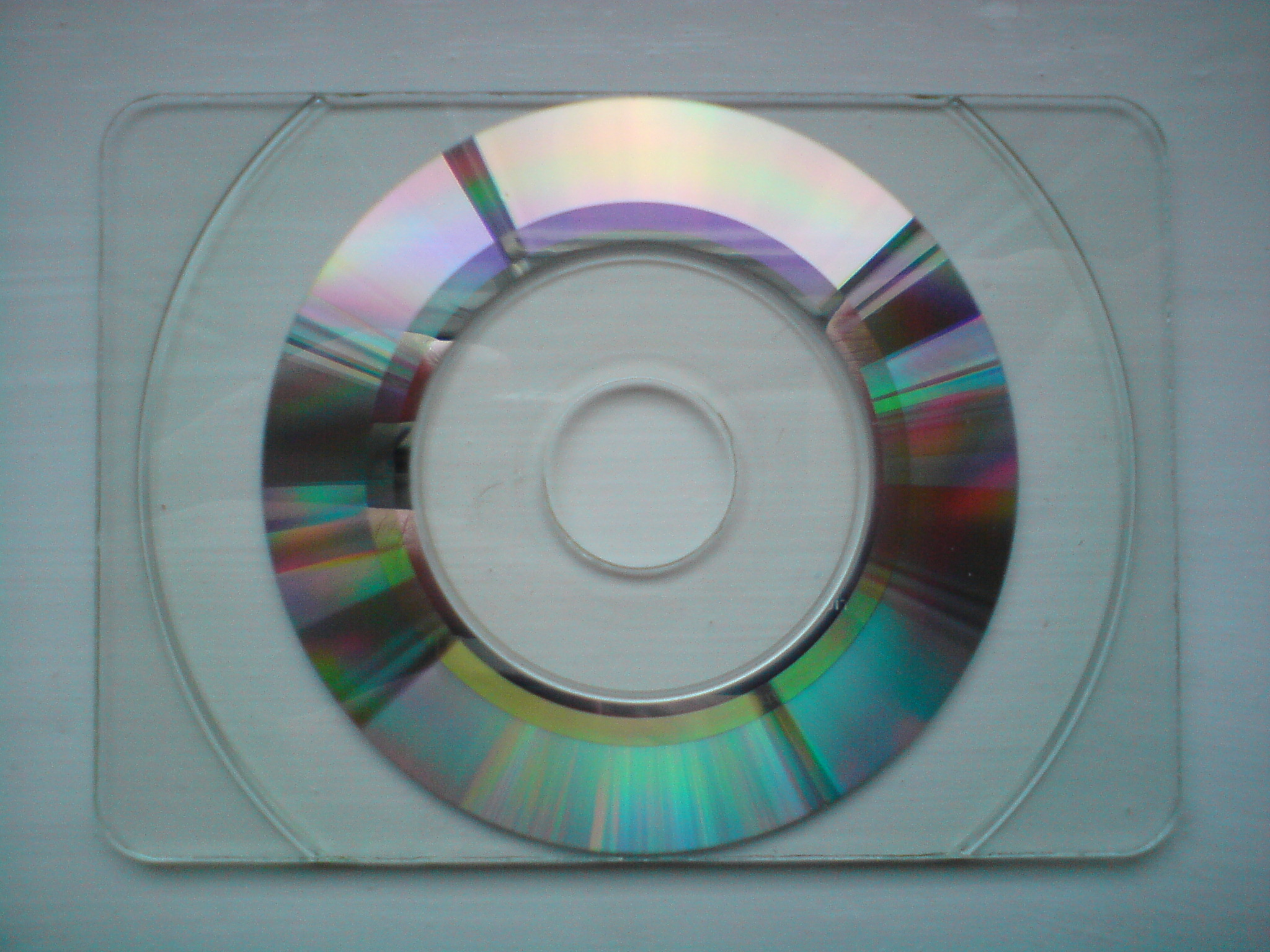
商业卡CD

Mini CD是一種較小於一般CD的CD光碟。優點為速度快但搭載的資料量較少。

## 種類
早期的mini CD搭配各種驅動程式所使用。舉凡印表機、掃描機、照相機、手機、mp3、USB存儲裝置等等。除此之外，用途亦有公司用光碟和音樂光碟（公司用光碟即透過此光碟才能存取公司內部資料）。

## 格式
- mini CD-R和mini CD-RW